# Alcis moesta
Alcis moesta är en fjärilsart som beskrevs av Butler 1881. Alcis moesta ingår i släktet Alcis och familjen mätare. Inga underarter finns listade i Catalogue of Life.